# 東城戸町
東城戸町（ひがしじょうどちょう）は、奈良県奈良市の町名。郵便番号は630-8344。江戸時代の末頃から明治時代にかけての町家の面影を今につたえる「ならまち」の区域である。

## 経済

### 産業
店・企業
- 近江屋質舗
  - トーマス奈良店（近江屋質舗直営のBRAND SHOP）
- 松壽堂（書道用品）

かつて存在した企業
- 大和新聞社[4]
- 奈良朝報社[4]

かつて存在した商工業者
商工業者は、かつて硝子商の上川、醤油商、醤油和洋酒の押田、萬々堂、菓子商の河野、呉服衣服の宮川、墨製造の森、雑穀商、米雑穀の森などがいた。

## 地域

### 健康
医療機関
- 奥医院（内科）
  - 奥成壽（医師）[5]

## 出身・ゆかりのある人物
- 井田完二[8]（井田康子の夫、井田特許事務所長、旧内務官僚）
- 井田康子（衆議院議員・上村耕作の娘[9]、井田完二の妻、佐保短大教授）
- 上村耕作（憲政会所属の衆議院議員、会社役員）[9]
- 村井古道（俳人、地誌家、外科医）